# كباب كاج
كاج كباب (بالتركية: cağ kebabı)‏ هو نوع من الدونر كباب (كباب مشوي دوار) يتم طهيه عن طريق تقليب أسياخ الضأن المتبل أفقيًا، يسمي أيضًا ياتس دونر (بالتركية: yatık döner)‏.